# Gradignan
Gradignan é uma comuna francesa na região administrativa da Nova Aquitânia, no departamento da Gironda. Estende-se por uma área de 15,77 km². Em 2010 a comuna tinha 25 778 habitantes (densidade: 1 634,6 hab./km²).378 hab/km².